# .exit
.exit — колишній псевдодомен верхнього рівня, що використовувався для вибору бажаного вихідного вузла у мережі Tor, без необхідності редагування файлу конфігурації Tor (torrc).
Синтаксис цього домену — ім'я домену + вихідний вузол + .exit, так, якщо користувач хоче отримати доступ до http://www.torproject.org/ через вузол tor26 йому необхідно ввести URL http://www.torproject.org.tor26.exit.
Даний домен використовувався для того, щоб отримати доступ до сайту, який доступний тільки користувачам із певних регіонів і/або для того, щоб перевірити працездатність вузла.
Користувачі також могли ввести exitnode.exit, щоб отримати доступ до IP-адреси вихідного вузла.
Починаючи з версії 0.2.9.8, домен .exit є застарілим. Він відключений за замовчуванням, починаючи з версії 0.2.2.1-альфа, через потенційні атаки на прикладному рівні, із випуском стабільної версії 0.3 може вважатися неіснуючим.